# Doorschietende top

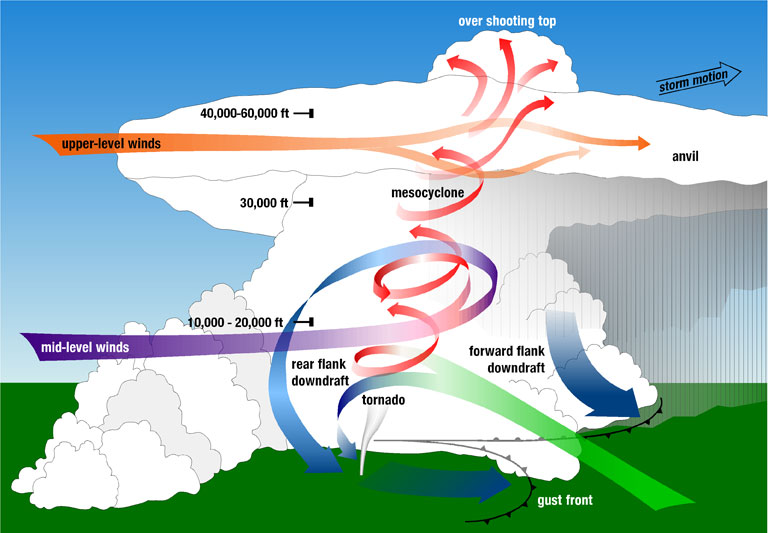
Een supercel met doorschietende top.

Een doorschietende top is een uitstulping boven het aambeeld van een bui. Als er grote stijgsnelheden zijn, kan een doorschietende top in de tropopauze en soms zelfs de stratosfeer doordringen.

## Vorming
Een bui kan zich in de hoogte ontwikkelen tot deze bij stabiele lucht aankomt. Daar spreidt de top zich zijwaarts uit in de vorm van een aambeeld. Als de gehele troposfeer onstabiel is, dan is de tropopauze de eerste laag om de groei te stoppen. Als er verticale windschering optreedt, kunnen dalende koude luchtstromen naast stijgende warme lucht voorkomen, waardoor de bui zich sterker kan ontwikkelen. Als de stijgsnelheden groot zijn kan de stijgende luchtstroom doordringen in de laag met stabiele lucht door het aambeeld heen.